# جون ناي
جون ناي (بالإنجليزية: John Nye)‏ (و. 1923 – م) هو فيزيائي، وجيولوجي، وأستاذ جامعي  وهو عضواً في الجمعية الملكية .

## مناصب وهيئات
أدار جامعة برستل.

## جوائز
حصل على جوائز منها:
- زمالة الجمعية الملكية.